# 메멘토 (영화)
《메멘토》(Memento)는 2001년 개봉한 크리스토퍼 놀런 감독의 영화로, 단기 기억 상실증에 걸린 남자의 복수극과 반전을 그린 미국의 범죄, 스릴러 영화다.
영국의 크리스토퍼 놀런이 감독 및 각본을 맡은 저예산 독립 영화로, '단기 기억 상실증'이란 소재와 충격적인 '반전' 등으로 유명하며, 비선형 및 역순 구성으로 되어 있는 복잡한 플롯과 그것을 뒷받침하는 작품성으로 인정을 받아 2016년 BBC에서 선정한 「21세기의 위대한 영화 25」에 선정되었다.

## 줄거리
시간을 거스르고, 시작과 끝이 만나는 뫼비우스의 띠를 따라가라! 전직 보험 수사관이었던 레너드에게 기억이란 없다. 자신의 아내가 강간을 당하고 살해되던 날의 충격으로 기억을 10분 이상 지속시키지 못하는 단기 기억상실증 환자가 되었던 것이다. 그가 마지막으로 기억하고 있는 것은 자신의 이름이 '레너드 셸비'라는 것과 아내가 강간당하고 살해되었다는 것. 그리고 범인은 '존 G'라는 것이 전부이다. 중요한 단서까지도 쉽게 잊고 마는 레너드는 자신의 가정을 파탄 낸 범인을 찾기 위한 방법으로 메모와 문신을 사용하게 된다. 즉, 묵고 있는 호텔, 갔던 장소, 만나는 사람과 그에 대한 정보를 폴라로이드 사진으로 남기고, 항상 메모를 해두며, 심지어 자신의 몸에 문신을 하며 기억을 더듬는 것이다. 하지만 시간이 지남에 따라 자신의 기억마저 변조되고 있음을 스스로도 알지 못한다. 그의 곁에는 나탈리라는 웨이트리스와 테디라는 직업을 알 수 없는 남자가 주위를 맴돌고 있다. 그들은 레너드를 잘 알고 있는 듯 하지만 레너드에게 그들은 언제나 새로운 인물이다. 그도 그럴 것이 레너드는 그들을 만났다는 것을 늘 잊고 만다. 마약 조직의 오해를 받으면서까지 정보를 제공하는 나탈리는 테디가 범인임을 암시하는 단서를 보여주고, 테디는 절대로 나탈리의 말을 믿어서는 안 된다고 조언한다. 과연, 누구의 말이 진실인가?

## 출연진
| 배우               | 배역        |
| ------------------ | ----------- |
| 가이 피어스        | 레너드      |
| 캐리 앤 모스       | 나탈리      |
| 조 판톨리아노      | 테디        |
| 마크 분 주니어     | 버트        |
| 스티븐 토볼로스키  | 새미 쟁키스 |
| 해리엇 샌섬 해리스 | 쟁키스 부인 |
| 캘럼 키스 레니     | 도드        |
| 래리 홀든          | 지미        |

## 한국어 더빙 성우진(KBS)
- 김승준 - 레너드 (가이 피어스)
- 윤소라 - 나탈리 (캐리 앤 모스)
- 이호인 - 테디 (조 판톨리아노)
- 문영래 - 버트 (마크 분 주니어)
- 김규식 - 새미 (스티븐 토볼로스키) / 주점 손님
- 이광자 - 새미 부인 (해리엇 샌섬 해리스)
- 윤병화 - 도드(칼럼 키스 레니) / 남자(토마스 레넌)
- 오수경 - 캐서린(조자 폭스) / 여자(마리안느 무엘러레일)
- 장호비 - 지미(래리 혼든) / 웨이터(러스 페가)
- 김정아 - 문신 가게주인(킴벌리 캠벨)

## 제작
미국에서 생활 중이던 영국인 크리스토퍼 놀런은 동생 조너선 놀런으로부터 소설의 근간이 될 만한 이야기를 전해 들었다. 놀런 형제는 이 이야기를 서로 나름대로 발전시킨 뒤 교환해서 보는 식으로 계속 공조하였고, 이를 토대로 형은 영화로, 동생은 단편 소설로 각자 발표를 하였다. 조너선이 쓴 단편은 〈메멘토 모리〉(Memento Mori)라고 이름이 지어졌다. 이러한 공조는 과거 스탠리 큐브릭과 아서 C. 클라크가 《2001 스페이스 오디세이》를 만들 때 했던 공동 작업과 흡사한 유형이다. 《2001 스페이스 오디세이》 역시 《메멘토》와 마찬가지로 영화와 소설 작업이 거의 동시에 이뤄졌으며, 영화가 먼저 완성되었고 소설이 곧이어 출판됐었다.
1997년 7월, 당시 크리스토퍼 놀런의 여자 친구였던 에마 토머스(놀런의 현 부인)는 놀런이 쓴 각본을 들고 영화사 뉴마켓(Newmarket)의 대표 에런 라이더(Aaron Ryder)에게 찾아가 보여 주었고, 이를 읽어 본 라이더는 감명을 받아 이후 함께 영화를 제작하게 되었다.

## 주제
영화 《메멘토》는 주제 측면에서 볼 때 고전 명작 《라쇼몽》과 1990년대 중반 파란을 일으켰던 《유주얼 서스펙트》 등의 대를 잇는다고 볼 수 있다. 《라쇼몽》에선 화자 여러 명이 서로가 서로를, 거기에 제3자까지 포함하여 각자가 처한 이해 관계에 따라 기억에 대한 거짓 진술을 함으로써 여러 명을 동시에 속이는 구도를 보여 주었다. 《유주얼 서스펙트》는 화자 혼자서 자신을 제외한 다수에게 고의적으로 기억에 대한 거짓 진술을 하여 속이는 구도를 보여 주었다. 이와 같은 기억에 대한 진실과 거짓이라는 주제를 《메멘토》는 또 다른 구도로 담아 표현했다. 영화는 화자 스스로가 자신의 기억에 대해 신뢰하지 못하고, 그나마 자신의 기억을 신뢰하는 데에 도움을 주는 도구들조차 얼마든지 왜곡되고, 변형될 수 있음을 보여 주면서, 절대적으로 신뢰할 수 있는 관점의 존재에 대해 의문을 던진다. 이러한 철학적인 암시는 마지막에 드러나는 충격적인 반전에서 가장 극대화된다.

## 특징 및 영향

《메멘토》의 이야기 전개 구조를 알기 쉽게 표현한 도표①.

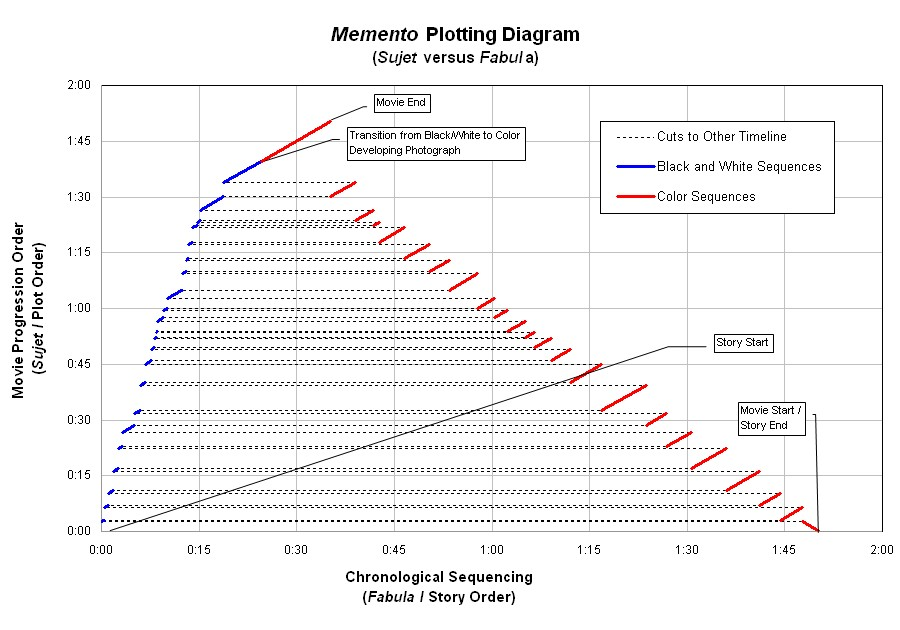
《메멘토》의 이야기 전개 구조를 알기 쉽게 표현한 도표②.

《메멘토》의 이야기 전개 구조를 알기 쉽게 표현한 도표③.

이 작품의 플롯은 대단히 복잡하기로 유명하다. 스토리와 플롯의 격차가 상당히 큰 영화이기 때문이다. 플롯은 크게 두 가지 이야기가 뼈대를 이루며 공존한다. 한 이야기는 칼라 화면이면서 역순행으로 전개가 된다. 다른 한 이야기는 흑백 화면이면서 순차적으로 전개된다. 영화는 이 두 가지의 이야기를 서로 교차시키며 함께 전개시킨다. 이야기 두 개를 각각 "가-나-다-라"와 "1-2-3-4"로 표현하자면, "라-1-다-2-나-3-가-4"로 전개되는 식이다. 한국에 2003년 6월 19일 출시된 2-Disc 한정판 DVD에는 플롯이 순차적으로 전개되는 버전이 서플먼트로서 수록되어 있다.
2000년에 저예산으로 제작이 완성된 독립 영화로서 주류 극장가에 바로 개봉하지 않고, 대신 여러 독립 영화제에 출품함으로써 처음 관객들을 만났다. 참가한 영화제마다 호평을 받으며 많은 상을 수상하였고, 소수의 열혈 관객층도 생겨났다. 2001년 전 세계에 정식 개봉했을 때는 별도의 홍보가 필요 없을 정도로 이미 입소문으로 인해 열혈 관객층이 폭발적으로 늘어난 상태였다. 당연히 흥행 성적 또한 좋았다. 2001년 말에서 2002년 초 사이에 동시 다발로 열린 각종 비평가 협회의 시상식에서도 크게 선전하였다.
"단기 기억 상실증 (Short-Term Memory)"이란 소재는 많은 사람들에게 신선한 충격을 주었다. 이후 각종 매체를 통해 패러디가 쏟아져 나왔고, 이를 소재로 한 다양한 영화들이 잇달아 제작되는 유행을 낳기도 했다. 대표적인 예로 2002년작 《노보》(Novo), 2003년작 《니모를 찾아서》(Finding Nemo)에 등장하는 캐릭터 "도리", 2004년작 《첫 키스만 50번째》(50 First Dates) 등을 꼽을 수 있다. 한편으론 이 증세가 실제로 있을 수 있는 것인지 의학적으로 논란이 일기도 했다.
《유주얼 서스펙트》(1995), 《식스 센스》(1999) 등과 함께 반전 영화의 상징적인 영화로 손꼽힌다.

## 수상 내역
| 연도 | 주최국 | 주관                                                | 수상 부문                                   | 주석          |
| ---- | ------ | --------------------------------------------------- | ------------------------------------------- | ------------- |
| 2002 | 미국   | 미국 영화 연구소 영화상 (AFI Film Award)            | 각본상                                      | [ 34 ] [ 35 ] |
| 2002 | 미국   | 시카고 비평가 협회 상 (CFCA Award)                  | 각본상                                      | [ 36 ]        |
| 2001 | 미국   | LA 비평가 협회 상 (LAFCA Award)                     | 각본상                                      | [ 37 ]        |
| 2000 | 미국   | 도빌 미국 영화제 (Deauville American Film Festival) | 심사위원 특별상 & 비평가 상 & 씨네라이브 상 | [ 38 ]        |

## 최고의 영화 선정 리스트
| 연도 | 주최국 | 주관                                                                           | 선정 내용                                                                      | 순위      | 주석          |
| ---- | ------ | ------------------------------------------------------------------------------ | ------------------------------------------------------------------------------ | --------- | ------------- |
| 2008 | 영국   | 《엠파이어》(Empire)                                                           | 역대 가장 위대한 영화 500선                                                    | 173위     | [ 39 ]        |
| 2005 | 미국   | IMDb 15주년 기념                                                               | 근래 15년 (1990~2005), 최고의 영화 15선                                        | 7위       | [ 40 ] [ 41 ] |
| 2005 | 영국   | 《엠파이어》(Empire)                                                           | 가장 위대한 독립 영화 50선                                                     | 13위      | [ 42 ]        |
| 2003 | 영국   | 《죽기 전에 꼭 봐야 할 영화 1001편》 (1001 Movies You Must See Before You Die) | 《죽기 전에 꼭 봐야 할 영화 1001편》 (1001 Movies You Must See Before You Die) | 순위 없음 | [ 43 ]        |
| 2001 | 미국   | 전미 비평가 위원회 (NBR)                                                       | 올해 최고의 영화 10선                                                          | 순위 없음 | [ 44 ]        |
| 2001 | 미국   | 미국 영화 연구소 (AFI)                                                         | 올해 최고의 영화 10선                                                          | 순위 없음 | [ 45 ]        |

## 같이 보기
- 메멘토 모리